# Ostrołęka (Zgierz)
Pour les articles homonymes, voir Ostrołęka (homonymie).
Ostrołęka est une localité polonaise de la gmina de Głowno, située dans le powiat de Zgierz en voïvodie de Łódź.